# Pismo gudżarati

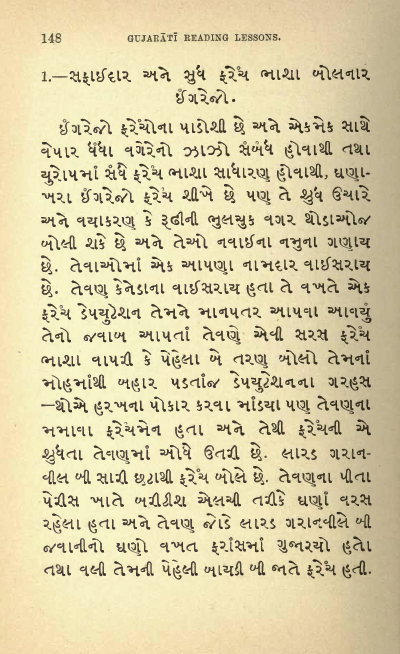
Strona podręcznika języka gudżarati

Pismo gudżarati (gudżarati: ગુજરાતી લિપિ gujǎrātī lipi) – alfabet sylabiczny, odmiana północnoindyjskiego pisma dewanagari, używana do zapisywania języka gudżarati. 

## Historia
Najstarszy zachowany dokument w tym alfabecie pochodzi z końca XVI w., natomiast pierwszy tekst drukowany – z końca XVIII w. Do końca XIX w. był w zasadzie używany jako pismo odręczne stosowane w korespondencji, w rachunkach handlowych itd. Z tego względu nazywano go także śarāphī (pismo bankierskie), vāṇiāśāī lub mahājanī (pismo kupieckie).

## Charakterystyka
Podobnie jak w innych alfabetach indyjskich, podstawą pisma jest sylaba rozumiana jako spółgłoska z domyślną samogłoską „a”. Inne samogłoski zapisywane są w pełnej, niezależnej postaci tylko w nagłosie, poza tym jedynie jako znaki diakrytyczne przy spółgłoskach.

### Samogłoski
| Niezależne | Znaki diakrytyczne | Znaki diakrytyczne z ક „k” | Transliteracja | IPA  | Nazwa znaku diakrytycznego |
| ---------- | ------------------ | -------------------------- | -------------- | ---- | -------------------------- |
| અ          |                    | ક                          | a              | ə    |                            |
| આ          | ા                   | કા                          | ā              | ɑ̈    | kāno                       |
| ઇ          | િ                   | કિ                          | i              | i    | hrasva-ajju                |
| ઈ          | ી                   | કી                          | ī              | i    | dīrgha-ajju                |
| ઉ          | ુ                   | કુ                          | u              | u    | hrasva-varaṛũ              |
| ઊ          | ૂ                   | કૂ                          | ū              | u    | dīrgha-varaṛũ              |
| ઋ          | ૃ                   | કૃ                          | r̥              | ɾu   |                            |
| એ          | ે                   | કે                          | e, ɛ           | e, ɛ | ek mātra                   |
| ઐ          | ૈ                   | કૈ                          | ai             | əj   | be mātra                   |
| ઓ          | ો                   | કો                          | o, ɔ           | o, ɔ | kāno ek mātra              |
| ઔ          | ૌ                   | કૌ                          | au             | əʋ   | kāno be mātra              |
| ઍ          | ૅ                   | કૅ                          | â              | æ    |                            |
| ઑ          | ૉ                   | કૉ                          | ô              | ɔ    |                            |

ર r, જ j i હ h tworzą nieregularne formy રૂ rū, જી jī oraz હૃ hṛ.

### Spółgłoski
|                           | Spółgłoski zwarte       | Spółgłoski zwarte       | Spółgłoski zwarte       | Spółgłoski zwarte       | Spółgłoski zwarte       | Spółgłoski zwarte    | Spółgłoski zwarte    | Spółgłoski zwarte    | Spółgłoski zwarte    | Spółgłoski zwarte    | Spółgłoski zwarte    | Spółgłoski zwarte | Spółgłoski nosowe | Spółgłoski nosowe | Spółgłoski nosowe | Spółgłoski sonorne | Spółgłoski sonorne | Spółgłoski sonorne | Spółgłoski syczące | Spółgłoski syczące | Spółgłoski syczące |
| Spółgłoski bezdźwięczne   | Spółgłoski bezdźwięczne | Spółgłoski bezdźwięczne | Spółgłoski bezdźwięczne | Spółgłoski bezdźwięczne | Spółgłoski bezdźwięczne | Spółgłoski dźwięczne | Spółgłoski dźwięczne | Spółgłoski dźwięczne | Spółgłoski dźwięczne | Spółgłoski dźwięczne | Spółgłoski dźwięczne |                   | Spółgłoski nosowe | Spółgłoski nosowe | Spółgłoski nosowe | Spółgłoski sonorne | Spółgłoski sonorne | Spółgłoski sonorne | Spółgłoski syczące | Spółgłoski syczące | Spółgłoski syczące |
| Spółgłoski przydechowe    | Spółgłoski przydechowe  | Spółgłoski przydechowe  | Przydechowe             | Przydechowe             | Przydechowe             | Nieprzydechowe       | Nieprzydechowe       | Nieprzydechowe       | Przydechowe          | Przydechowe          | Przydechowe          |                   | Spółgłoski nosowe | Spółgłoski nosowe | Spółgłoski nosowe | Spółgłoski sonorne | Spółgłoski sonorne | Spółgłoski sonorne | Spółgłoski syczące | Spółgłoski syczące | Spółgłoski syczące |
| ------------------------- | ----------------------- | ----------------------- | ----------------------- | ----------------------- | ----------------------- | -------------------- | -------------------- | -------------------- | -------------------- | -------------------- | -------------------- | ----------------- | ----------------- | ----------------- | ----------------- | ------------------ | ------------------ | ------------------ | ------------------ | ------------------ | ------------------ |
| Spółgłoski tylnojęzykowe  | ક                       | ka                      | kə                      | ખ                       | kha                     | khə                  | ગ                    | ga                   | gə                   | ઘ                    | gha                  | gɦə               | ઙ                 | ṅa                | ŋə                |                    |                    |                    |                    |                    |                    |
| Spółgłoski palatalne      | ચ                       | cha                     | tʃə                     | છ                       | chha                    | tʃhə                 | જ                    | ja                   | dʒə                  | ઝ                    | jha                  | dʒɦə              | ઞ                 | ña                | ɲə                | ય                  | ya                 | jə                 | શ                  | śa                 | ʃə                 |
| Spółgłoski retrofleksywne | ટ                       | ṭa                      | ʈə                      | ઠ                       | ṭha                     | ʈhə                  | ડ                    | ḍa                   | ɖə                   | ઢ                    | ḍha                  | ɖɦə               | ણ                 | ṇa                | ɳə                | ર                  | ra                 | ɾə                 | ષ                  | ṣa                 | ʃə                 |
| Spółgłoski zębowe         | ત                       | ta                      | t̪ə                      | થ                       | tha                     | t̪hə                  | દ                    | da                   | d̪ə                   | ધ                    | dha                  | d̪ɦə               | ન                 | na                | nə                | લ                  | la                 | lə                 | સ                  | sa                 | sə                 |
| Spółgłoski dwuwargowe     | પ                       | pa                      | pə                      | ફ                       | pha                     | phə                  | બ                    | ba                   | bə                   | ભ                    | bha                  | bɦə               | મ                 | ma                | mə                | વ                  | va                 | ʋə                 |                    |                    |                    |

| Spółgłoski gardłowe | હ   | ha  | ɦə  |
| Retrofleksywne      | ળ   | ḷa  | ɭə  |
|                     | ક્ષ  | kṣa | kʃə |
| જ્ઞ                  | jña | gnə |     |

### Cyfry
| 0 | ૦ | mīṇḍuṃ  |
| 1 | ૧ | ekaṛo   |
| 2 | ૨ | bagaṛo  |
| 3 | ૩ | tragaṛo |
| 4 | ૪ | chogaṛo |
| 5 | ૫ | pāṃcaṛo |
| 6 | ૬ | chagaṛo |
| 7 | ૭ | sātaṛo  |
| 8 | ૮ | āthaṛo  |
| 9 | ૯ | navaṛo  |

## Ligatury
Zbitki spółgłoskowe, czyli spółgłoski, pomiędzy którymi nie ma samogłoski, mogą być zapisywane za pomocą tzw. ligatur – połączonych ze sobą form liter, niekiedy tworząc nowe, mocno zmodyfikowane znaki np.: ત + વ = ત્વ, ણ + ઢ = ણ્ઢ, થ + થ = થ્થ.
- શ : શ્વ śva, શ્ન śna, શ્ચ śca, શ્ર śra.
- ર r(a): ર્વ rva, ર્વા rvā, ર્સ્પ rspa, ર્સ્પા rspā; na końcu: ટ્ર, ઠ્ર, ડ્ર, ઢ્ર, દ્ itd.